# Jānis Stienis
Jānis Stienis (ur. 1899 w Wenden, zm. 20 czerwca 1937) – łotewski komunista, radziecki działacz partyjny i filozof.

## Życiorys
Kształcił się w seminariach nauczycielskich w Valmierze i Syzraniu, 1917 wstąpił do SDPRR(b), od 1919 wykładowca uniwersytetu robotniczego w Syzraniu. Od maja do lipca 1921 sekretarz odpowiedzialny symbirskiego gubernialnego komitetu RKP(b), 1921-1924 studiował na Wydziale Filozoficznym Instytutu Czerwonej Profesury, 1924-1925 zastępca kierownika Sektora Agitacji Komitetu Wykonawczego Kominternu, od 31 grudnia 1925 do 26 czerwca 1930 członek Centralnej Komisji Kontrolnej WKP(b). Od maja 1927 do maja 1928 zastępca kierownika Wydziału Agitacyjno-Propagandowego KC WKP(b), 1928–1930 zastępca dyrektora Instytutu Marksa-Engelsa-Lenina przy KC WKP(b), 1928 zastępca kierownika Wydziału Agitacji, Propagandy i Prasy KC WKP(b), główny redaktor pisma „Pod Znamieniem Marksizma”, 1931-1932 kierownik sektora Instytutu Energetyki, 1932 profesor Instytutu Czerwonej Profesury i Akademii Nauk ZSRR.
1 października 1932 aresztowany, 9 października 1932 wykluczony z WKP(b), 11 października 1932 skazany na 2 lata zesłania do Akmolińska, w styczniu 1934 zwolniony, 21 stycznia 1934 przywrócono mu członkostwo w partii. Od 1934 do sierpnia 1936 pracował w redakcji Wielkiej Encyklopedii Radzieckiej. 3 sierpnia 1936 ponownie aresztowany, 19 czerwca 1937 skazany na śmierć przez Wojskowe Kolegium Sądu Najwyższego ZSRR pod zarzutem udziału w kontrrewolucyjnej i w utworzeniu grupy bojowej dla przygotowywania aktów terrorystycznych, następnego dnia rozstrzelany. 7 lipca 1956 pośmiertnie zrehabilitowany.